# 高良勉
高良 勉（たから べん、1949年 - ）は、沖縄県出身の日本の詩人、沖縄県史料編集室主任専門員。本名は、高嶺朝誠（たかみね ちょうせい）であり、沖縄県史料編集室紀要に掲載される学術論文は、本名で発表されている。

## 経歴
沖縄県島尻郡玉城村生まれ。1976年に静岡大学理学部化学科を卒業し、沖縄で県立高校の教師となる。1984年に発表した詩集『岬』により、第7回山之口貘賞を受賞。
1990年、フィリピン大学大学院へ留学。1990年代半ばには沖縄県立普天間高等学校教諭として反基地運動に参加し、しばしばメディアにも露出した。
日本文藝家協会、日本現代詩人会会員。
沖縄・一坪反戦地主会の運動に参加し、嘉手納基地内に土地を共有している。
2013年5月15日、琉球民族独立総合研究学会に発起人の一人として参加した。
近年は、南風原町に住んでいる。

## おもな著書

### 詩集
- 夢の起源、オリジナル企画、1979年
- 岬（南島叢書 16）、海風社、1984年 - 山之口貘賞を受賞
- 花染よー、葦書房、1989年
- 高良勉詩集（沖縄現代詩文庫 7）、脈発行所、1991年
- 越える : わがカミうた 詩集、ニライ社、1994年
- サンパギータ : フィリピン詩篇、思潮社、1999年
- 絶対零度の近く、思潮社、2002年
- ガマ、思潮社、2009年

### 評論など
- 琉球弧 : 詩・思想・状況（南島叢書 45）、海風社 1988年
- 発言・沖縄の戦後五〇年（おきなわ文庫 72）、ひるぎ社、1995年
- 琉球弧の発信 : くにざかいの島々から、御茶の水書房、1996年
- 僕は文明をかなしんだ : 沖縄詩人山之口貘の世界、彌生書房、1997年
- 沖縄生活誌（岩波新書）、岩波書店、2005年
- ウチナーグチ（沖縄語）練習帖（生活人新書 154）、日本放送出版協会、2005年
- 魂振り : 琉球文化・芸術論、未來社、2011年